# Katholische Universität von Irland

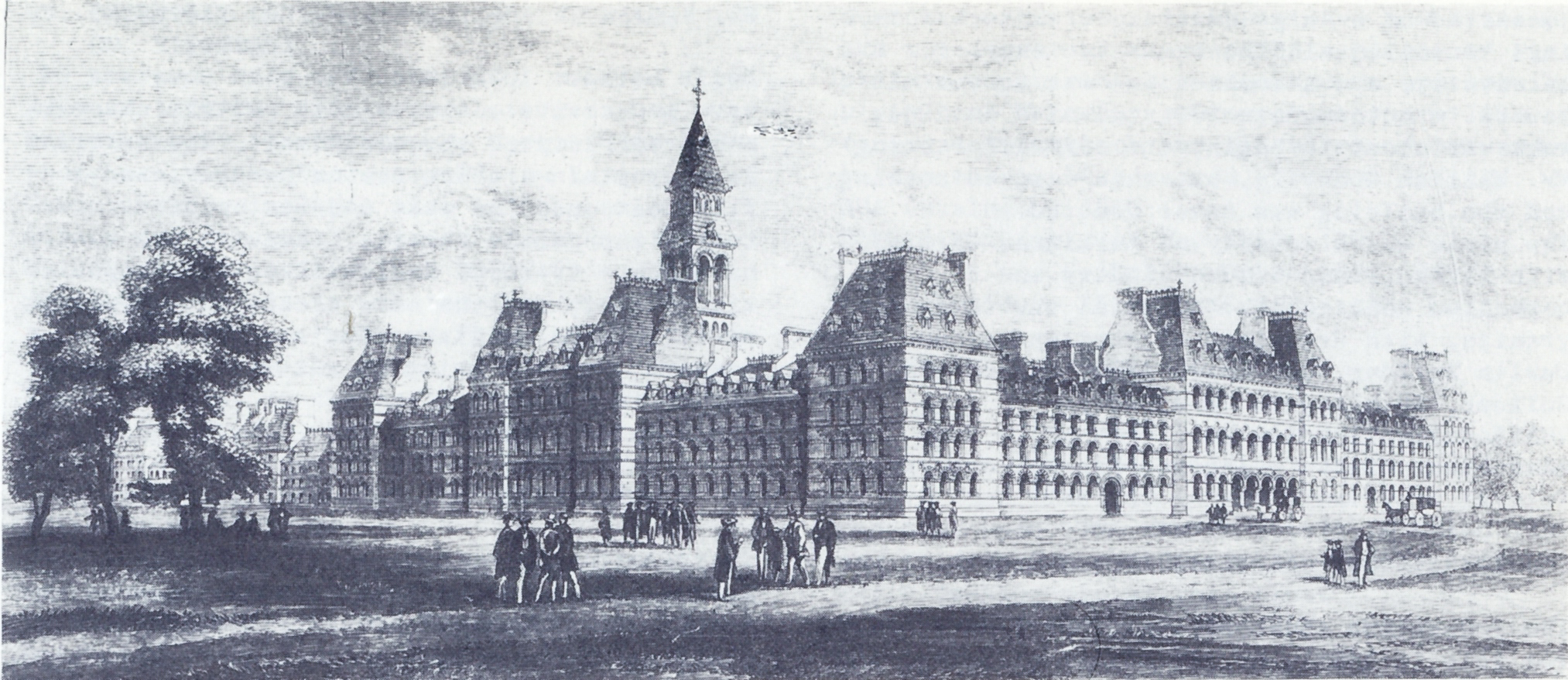
Entwurf des Gebäudes der Katholischen Universität von J. J. McCarthy, der aber nie realisiert wurde.

Die Katholische Universität von Irland (englisch Catholic University of Ireland, CUI, irisch Ollscoil Chaitliceach na hÉireann) begann 1854 ihre ersten Vorlesungen und Studiengänge in Rechtswissenschaft, Literatur, Medizin, Philosophie und Theologie.

## Geschichte
Die Katholische Universität von Irland war zunächst eine Katholische Universität in Irland; 1851 wurde sie in die Verantwortung der „Königlichen Universität von Irland“ überführt. An dieser Universität wurden weder Theologie noch andere Geisteswissenschaften gelehrt; der damalige Kardinal Paul Cullen empfand diesen Zustand als haltlos und hat den Katholiken das Studium an diesem „gottlosen College“ untersagt.

### Gründerzeit

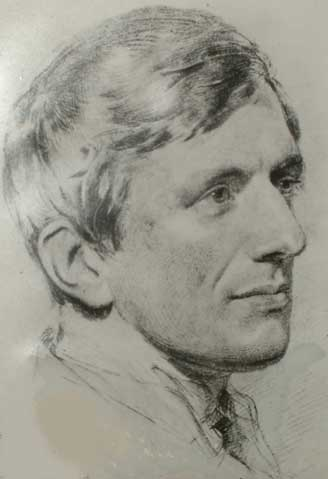
John Henry Newman.

Die Gründung einer autonomen Katholischen Universität für Irland entsprang schon 1850 bei der irischen Bischofssynode von Thurles. Die Bischöfe hielten es für notwendig, eine eigene Katholische Universität zu gründen, und wandten sich mit der Bitte an Papst Pius IX., diesem Anliegen unverzüglich zuzustimmen. Der Papst unterstützte den Antrag und gab mit seiner Enzyklika Optime noscitis vom 20. März 1854 die Eröffnung bekannt. Der erste Rektor wurde John Henry Newman (später Kardinal); unter seiner Leitung begannen am 3. November 1854 mit siebzehn immatrikulierten Studenten die ersten Vorlesungen. Der katholischen Universität war allerdings kein großer Erfolg vergönnt; da kein Student einen akademischen Grad erlangen konnte, ging die Zahl der Studenten weiter und weiter zurück und 1857 verließ Newman die Universität.

### Umgliederungen und Reformen
Nachdem 1879 nur noch drei Studenten eingeschrieben waren, änderte sich die Situation im Jahr 1880, als der Restbestand dieser Universität an die Königliche Universität von Irland angeschlossen wurde und die Studenten nun auch graduierte Abschlüsse erlangen konnten. Nach dieser Reform verfügte die CUI noch über einige Institute und das St. Patrick’s College in Maynooth. Aus diesem College entstand dann zu großen Teilen das University College Dublin (UCD), welches 1883, mit Ausnahme der medizinischen Fakultät, von den Jesuiten übernommen wurde.

Wappen: University College Dublin

Bei einer weiteren Reform wurden 1908 die Fragmente der Katholischen Universität in das UCD eingegliedert. Das UCD wurde daraufhin 1908 in die National University of Ireland aufgenommen und somit fand die Autonomie der Katholischen Universität von Irland ein Ende. Am „University College Dublin (UCD)“, gibt es nun die folgenden Studiengänge: Kunst, Keltische Geschichte, Naturwissenschaften, Wirtschaftswissenschaften, Rechtswissenschaften, Medizin und Technik. Das UCD bietet darüber hinaus auch Studiengänge in Landwirtschaft und Veterinärmedizin an.

## Medizinische Hochschule
Die Medizinische Hochschule war 1855 von der Katholischen Universität gegründet worden und fand große Anerkennung bei den Absolventen und den angeschlossenen medizinischen Instituten. Sie galt deshalb als das erfolgreichste Element der CUI und wurde bis 1900 die größte medizinische Hochschule Irlands. Seit 1908 stellt die „Katholische Hochschule für Medizin“ die Lehrerschaft für die medizinische Fakultät am UCD.